# Itaobim
Itaobim essere un comune del Brasile nello Stato del Minas Gerais, parte della mesoregione di Jequitinhonha e della microregione di Pedra Azul.